# 石鎚国定公園
石鎚国定公園（いしづちこくていこうえん）は、愛媛県の石鎚山（1,982m）とその近辺の山嶺を占める国定公園である。1955年11月1日指定。総面積10,683ha。

## 概要
- 指定区域のほとんどを愛媛県が占めるが、一部高知県も含まれる。石鎚山を始め、瓶ヶ森、伊予富士、二ノ森などが含まれる[1]。石鎚山の西麓には面河渓があり、この渓谷も同国定公園に含まれる。
- シラベなどの自然林・イブキササなどの広大な笹原・広葉樹林などがある[1]。
- 2015年11月1日にシンポジウムが行われ、指定60周年を記念に過去を振り返しつつ自然を伝える日として「えひめ石鎚の日」を制定[6]。キャッチフレーズとして「縁（えにし）わく石鎚」とシンボルマークを発表した[7]。

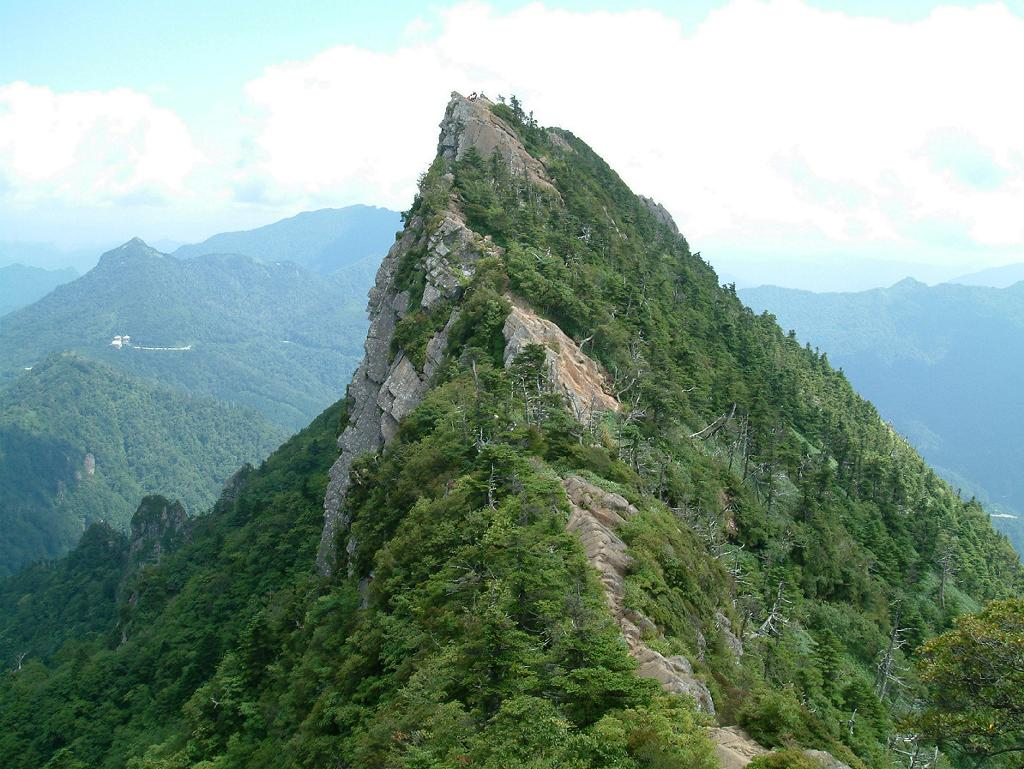
石鎚山最高峰であり、四国最高峰の天狗嶽
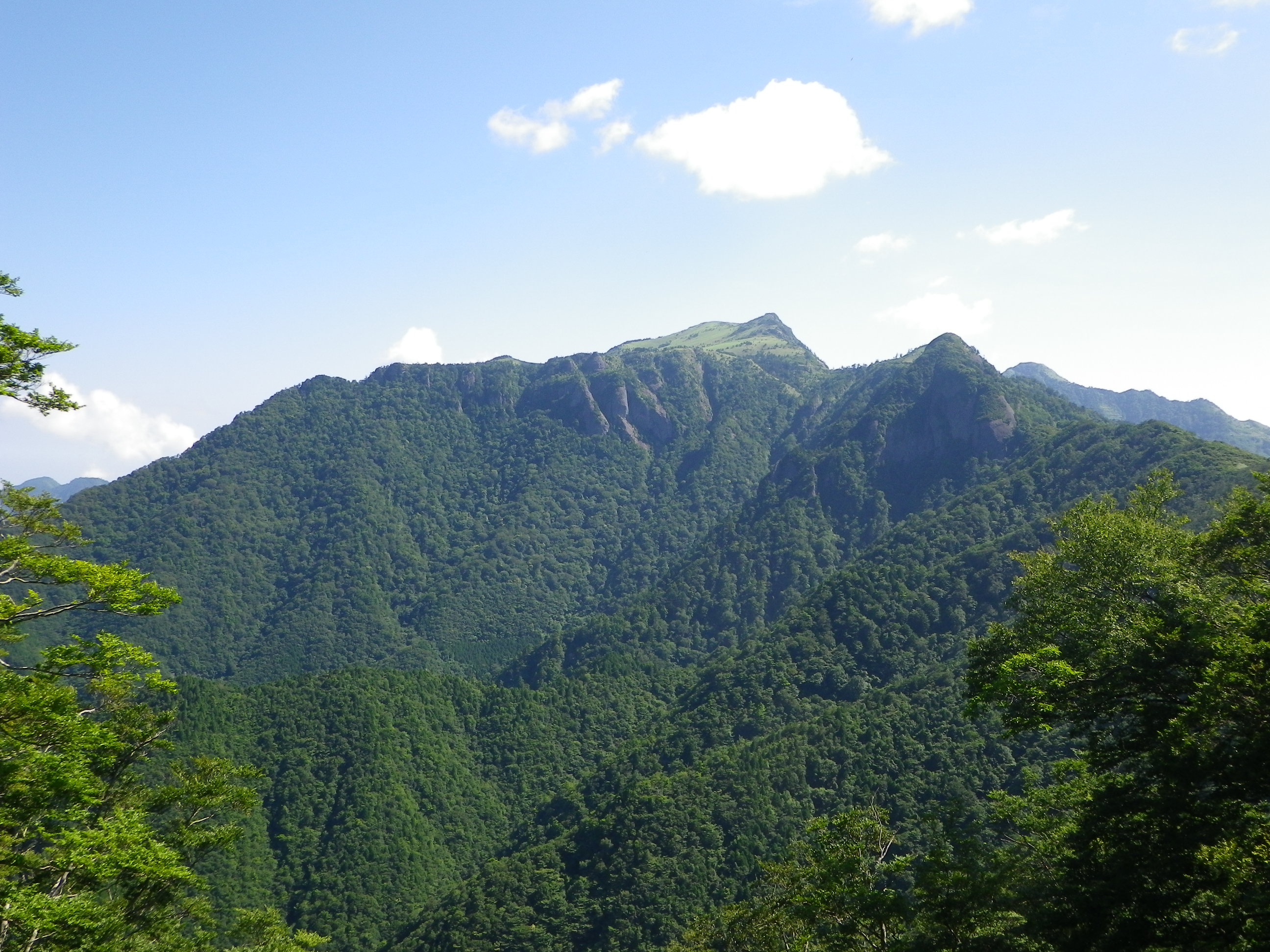
瓶ヶ森
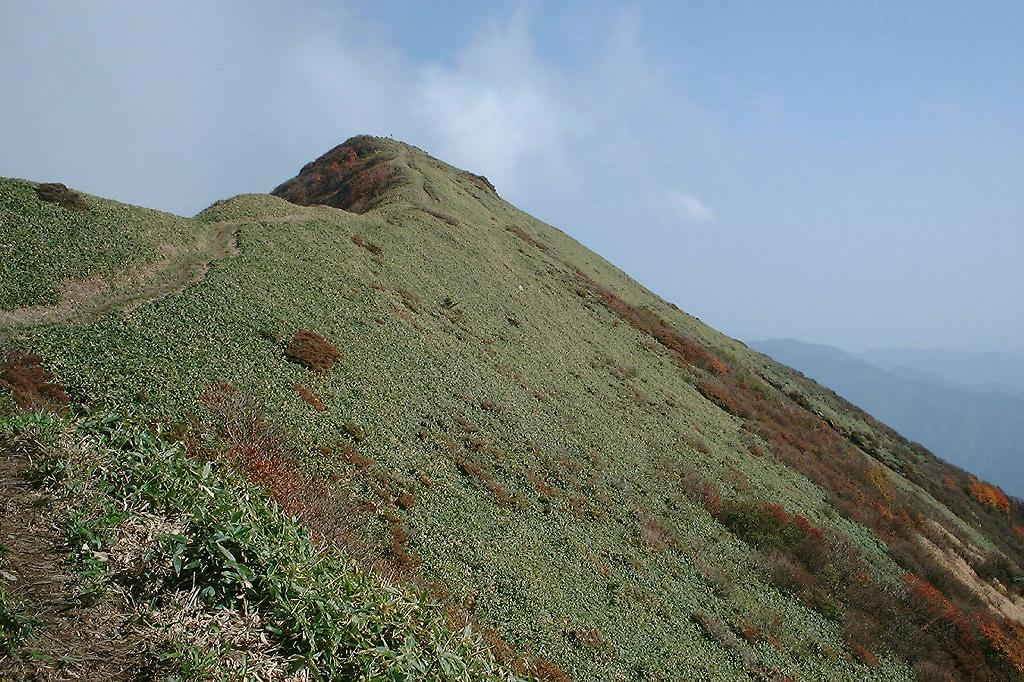
伊予富士
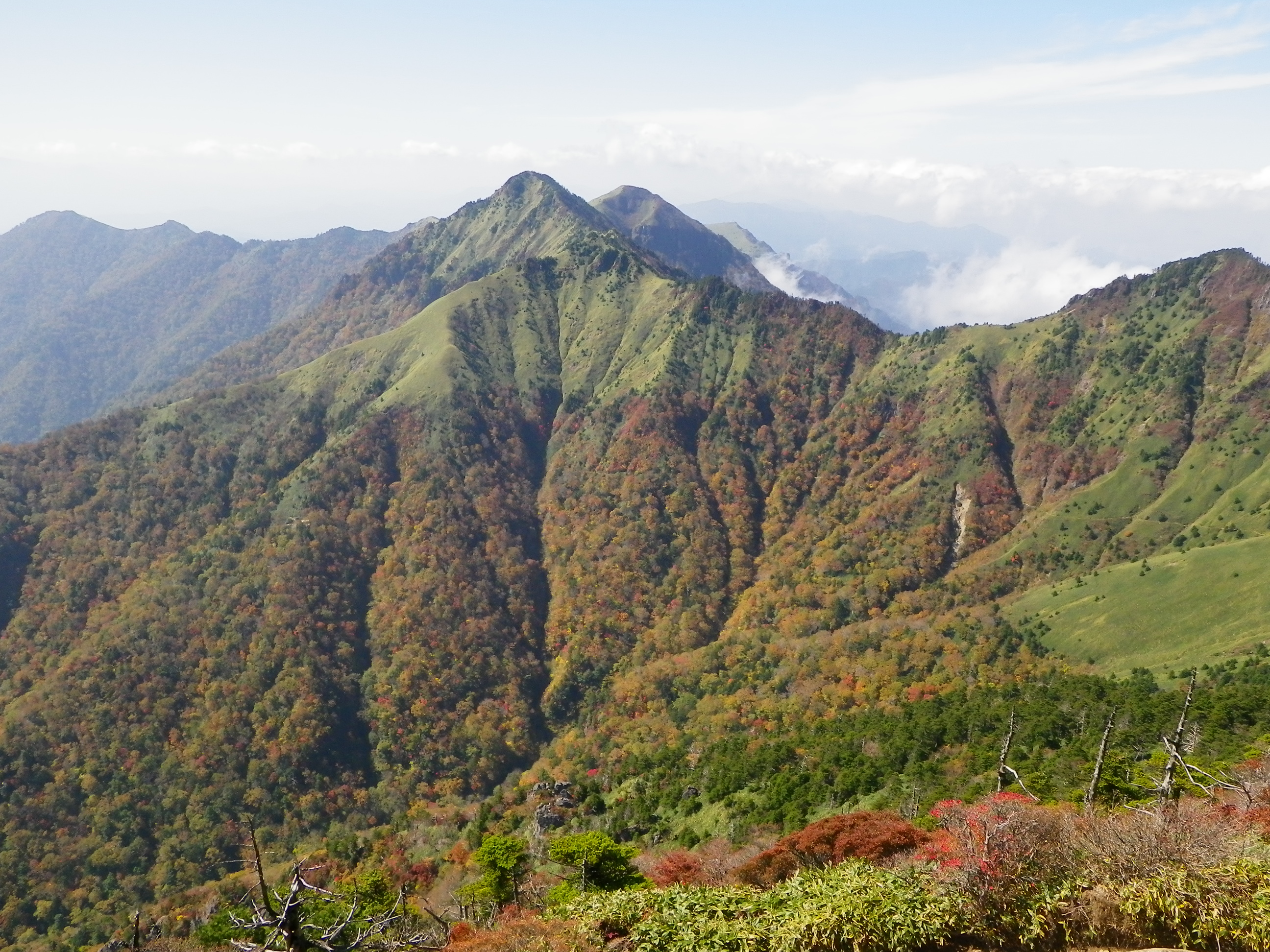
二ノ森
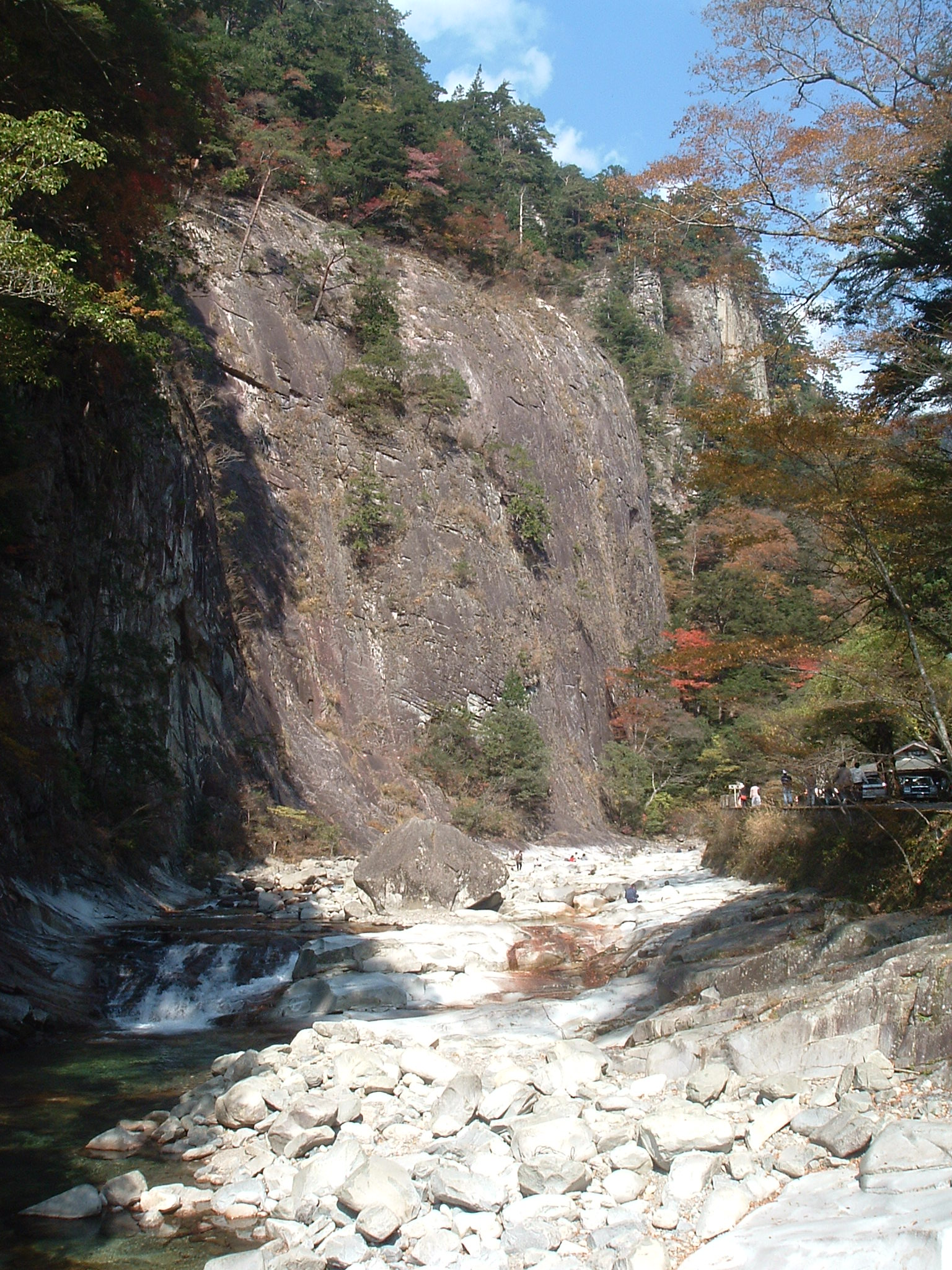
面河渓